# Klaus-Jürgen Kluge
Klaus-Jürgen Kluge (ur. 25 lipca 1948 w Schönow k. Bernau; zm. 13 września 1969 w Berlinie) – ofiara śmiertelna przy Murze Berlińskim, zastrzelona przez żołnierzy wojsk granicznych NRD podczas próby ucieczki do Berlina Zachodniego.

## Życiorys
Po ukończeniu szkoły w Schönow, w 1969 r. Kluge rozpoczął naukę zawodu stolarza. Już w tym czasie zwrócił na siebie uwagę funkcjonariuszy bezpieki w związku z negatywnymi uwagami odnośnie sytuacji politycznej NRD oraz norm społecznych. Po wpisaniu do rejestru zobowiązany został do odbycia zasadniczej służby wojskowej w NVA, którą rozpocząć miał w listopadzie tego samego roku. W związku z chęcią uniknięcia tejże zdecydował się już we wrześniu na ucieczkę do Berlina Zachodniego. 

## Okoliczności ucieczki i śmierci
13 września 1969 r. udał się do położonej we wschodniej części Berlina dzielnicy Prenzlauer Berg, gdzie ok. godziny 20:40 podążył w rejon graniczny przy wyłączonym z eksploatacji torowisku pomiędzy stacjami kolejki miejskiej S-Bahn Schönhauser Allee i Gesundbrunnen, a następnie pokonał pierwszy z płotów zabezpieczających. Chwilę później uruchomił sygnał alarmowy na kolejnej z przeszkód zwracając na siebie uwagę wartowników pełniących służbę na wieżyczce przy moście Helmut-Just-Brücke (przemianowanym w 1993 r. zgodnie z dawną nazwą na „Behmbrücke“). Znajdując się na ostatnim z zabezpieczeń przed terytorium Berlina Zachodniego trafiony został wielokrotnie w klatkę piersiową i w stopę, wskutek czego kilka minut potem zmarł. 

## Następstwa
Krótko potem miejsce zdarzenia zostało oświetlone i sfotografowane przez zachodnioberlińskich policjantów oraz funkcjonariuszy francuskiej żandarmerii, jednak żołnierze NRD zdążyli w międzyczasie usunąć ze strefy umocnień zwłoki uciekiniera i zabrać je do szpitala Krankenhaus der Volkspolizei w celu dokonania obdukcji. Strzelających żołnierzy nagrodzono dzień później odznaczeniami, pogrzeb ofiary odbył się natomiast po uprzednim skremowaniu zwłok i zezwoleniu bezpieki 8 października 1969. Po zjednoczeniu Niemiec wszczęto dochodzenie przeciwko strzelającym żołnierzom, skazując w 1997 wyrokiem sądu rejonowego w Berlinie głównego sprawcę śmiertelnych strzałów na rok i cztery miesiące kary w zawieszeniu. Dwa lata później pociągnięto do odpowiedzialności również byłego dowódcę pułku oraz szefa sztabu wojsk granicznych, skazując ich kolejno na kary roku i trzech miesięcy oraz jednego roku pozbawienia wolności. Podległy strzelającemu dowódcy posterunku inny żołnierz został uniewinniony. Po otwarciu wzniesionego ku czci ofiar mauzoleum Gedenkstätte Berliner Mauer przy Bernauer Straße Klaus-Jürgen Kluge upamiętniony został jednym z tamtejszych tzw. „okienek pamięci“.   